# Test de Meares et Stamey
En urologie, le test de Meares et Stamey, plus rarement nommé analyse d'urine fragmentée, appelé à l'origine le test des 4 verres, est un examen microbiologique visant à déterminer chez un patient masculin la présence d'une infection urinaire ou d'une prostatite d'origine bactérienne. Il fut proposé en 1968 par Edwin M. Meares Jr et Thomas Stamey et se déroule en quatre temps : la récolte des dix premiers millilitres d'urine (celui de l'urètre, le premier jet), des 200 millilitres suivant (celui de la vessie, le milieu de jet), de la sécrétion prostatique après massage et enfin l'urine après massage. Cet examen étant inconfortable pour les patients et chronophage pour les praticiens, il a rapidement été modifié et remplacé par le « test pré- et post-massage », dit aussi « test des deux verres »,,,.

## Historique
Entre 1920 et 1930, des analyses avaient confirmé qu'une inflammation prostatique pouvait être causée par l'implication de bactéries Gram positif et négatif, laissant ainsi diffuser l'idée de la possible présence de leucocytes et bactéries dans les sécrétions prostatiques. Dans les années cinquante, cette idée fut remise en cause par la possibilité d'une inflammation d'origine non bactérienne. En 1968 est apparu le test de Meares et Stamey qui fut considéré par la suite comme l'étalon or parmi les méthodes de diagnostic d'une prostatite. Cependant, ce test étant laborieux et inconfortable pour les patients, les obligeant parfois à certaines acrobaties, ajouté au fait qu'il ne se produit pas systématiquement des sécrétions lors du massage prostatique, des modifications lui ont été apportées, devenant le test pré- et post-massage ou test des deux verres.

## Méthodes
Le test se déroule après une période d'au moins trois jours sans éjaculation. Le jour de l'examen, le patient ne doit pas avoir uriné durant les trois heures précédant le test et doit avoir la vessie pleine. Le gland est décalotté et désinfecté avec une solution savonneuse simple. L'épreuve se déroule en quatre temps : (VB1) récolte de 5 à 10 ml d'urine urétrale dans un premier récipient ; (VB2) récolte de 100 à 200 ml d'urine vésicale dans un second récipient ; (EPS) massage prostatique énergique pendant une minute durant lequel les sécrétions sont récoltées dans un troisième récipient ; (VB3) récolte de 5 à 10 ml d'urine post-massage dans un quatrième récipient.
Les volumes de VB1 et VB3 doivent être identiques pour éviter une dilution des germes dans l'un des échantillons. Les étapes VB1, EPS et VB3 sont suivies d'une observation immédiate des leucocytes au microscope et d'une mise en culture. Le test pré- et post-massage ne concerne que les étapes VB2 et VB3 entre-suivies d'un massage prostatique sans récolte isolée des sécrétions.
Note : VB = voided bladder (vidange de la vessie) ; EPS = expressed prostatic secretion (sécrétion prostatique exprimée). Dans certains manuels VB est remplacé par JU (jet d'urine) et EPS par SPE (sécrétion prostatique exprimée).
Selon une étude réalisée aux États-Unis auprès de 504 urologues, le test des 4 verres est rarement pratiqué pour diagnostiquer une prostatite chronique : 47 % des praticiens interrogés ont répondu qu'ils l'effectuaient rarement, 33 % ont répondu qu'ils ne le pratiquaient jamais tandis que 4 % ont répondu qu'ils l'effectuaient presque toujours. Cette même étude indique que bien que la prostatite d'origine bactérienne est rare, le recours aux antibiotiques est fréquent : 40 % des urologues interrogés les prescrivent à tous leurs patients et 42 % à plus de la moitié.

## Interprétation des résultats
Si l'échantillon d'urine urétrale (VB1) contient au moins dix fois plus de germes par millilitre que l'échantillon d'urine post-massage (VB3), il s'agit d'une urétrite. La présence de plus de 100 000 germes par millilitre dans l'échantillon d'urine vésicale (VB2) est caractéristique d'une infection urinaire vésicale, qui sera traitée par la prise d'antibiotiques pendant deux ou trois jours, suivie d'un nouveau test qui indiquera une infection de la prostate si l'infection urinaire persiste. Une prostatite bactérienne est manifeste lorsqu'il y a dix fois plus de germes dans les sécrétions prostatiques (EPS) et l'urine post-massage (VB3) que dans les échantillons pré-massage (VB1 et VB2), tout comme la présence de 10 à 15 leucocytes par champ à l'examen microscopique.
| Pathologie (catégorie NIH)                   | Test | VB1          | VB2                   | VB3                                | EPS                                | Commentaires |
| -------------------------------------------- | ---- | ------------ | --------------------- | ---------------------------------- | ---------------------------------- | --- |
| Prostatite aiguë (I)                         | CC   | >105/ml      | >105/ml               | Massage prostatique contre-indiqué | Massage prostatique contre-indiqué | |
| Prostatite aiguë (I)                         | GB   | Nombreux     | Nombreux              | Massage prostatique contre-indiqué | Massage prostatique contre-indiqué | |
| Prostatite bactérienne chronique (II)        | CC   | Peu nombreux | Peu nombreux          | >104/ml                            | >104/ml                            | Avec infection des voies urinaires récidivante. |
| Prostatite bactérienne chronique (II)        | GB   | Aucun        | Relativement nombreux | Nombreux                           | Nombreux                           | |
| Syndrome douloureux pelvien chronique (IIIA) | CC   | Aucun        | Aucun                 | Aucun                              | Aucun                              | Possible bactéries cultivées sur VB3 et EPS. |
| Syndrome douloureux pelvien chronique (IIIA) | GB   | Aucun        | Aucun                 | Nombreux                           | Nombreux                           | Aucune infection des voies urinaires récidivante. |
| Syndrome douloureux pelvien chronique (IIIB) | CC   | Aucun        | Aucun                 | Aucun                              | Aucun                              | |
| Syndrome douloureux pelvien chronique (IIIB) | GB   | Aucun        | Aucun                 | Aucun                              | Aucun                              | |
| Prostatite inflammatoire asymptomatique (IV) | CC   | Aucun        | Aucun                 | Aucun                              | Aucun                              | Possible bactéries cultivées sur VB3 et/ou EPS. |
| Prostatite inflammatoire asymptomatique (IV) | GB   | Aucun        | Aucun                 | Nombreux                           | Nombreux                           | |
| Cystite (infectieuse)                        | CC   | >105/ml      | >105/ml               | >105/ml                            | ± >105/ml                          | Décompte de KASS évalué mais bactériométrie <105/ml. Les échantillons VB1 à EPS peuvent être plusieurs fois en présence d'urétrite par contamination. Il faut donc traiter avec de la nitrofurantoïne et répéter le test. |
| Cystite (infectieuse)                        | GB   |              |                       |                                    |                                    | |
| Urétrite                                     | CC   | >105/ml      | Aucun                 | Aucun                              | Aucun                              | |
| Urétrite                                     | GB   | Nombreux     | Nombreux              | Nombreux                           | Aucun                              | |